# 海上福州
海上福州，是中国福建省福州沿海地区组成的一个经济发展概念与规划。

## 历史沿革
其概念是由1990年代时任中共福州市委书记习近平提出，主要是增强福州海洋经济以及推动福州市向海发展。把福州建设成为一个“海洋强市”。1992年，习近平主持编制了《福州市20年经济社会发展战略设想》，制定福州未来3年、8年、20年经济社会发展的战略目标（简称3820工程），并提出构建全方位、多层次对外开放大格局，建设闽江口金三角经济圈的设想。

## 规划
“海上福州”计划总体思路是：实现一个目标，组建两支船队，建设三大工程，扩展四个基地：
- 一个目标：
  1. 2000年，实现福州海洋产业产值突破百亿元大关；
  2. 2010年，将闽江口金三角经济圈发展形成战略纵深，全市海洋产业总产值650亿。
- 两支船队：组建外海远洋捕捞船队、组建海上运输船队
- 三大工程：
  1. 围垦工程：福清过桥山、福清东壁、长乐外文武砂、平潭礁屿、福清瑟江等围垦工程
  2. 港口建设工程
  3. 海岛（含沿海突出部）建设工程
- 四个基地：水产养殖基地，滨海旅游基地，海洋工业基地，对台贸易合作基地

## 产业
目前以及建成或在建的产业有琅岐国际生态旅游岛、长乐松下邮轮母港、马尾船政文化园、长乐郑和文化园、福州长乐国际机场二期、福州国家远洋渔业基地核心区母港等等。